# یک شب بیشتر (ترانه سلین دیون)
«یک شب بیشتر» (به فرانسوی: Encore un soir)، ترانه‌ای از سلین دیون، خواننده کانادایی است که در ۲۶ اوت ۲۰۱۶ برای آلبومی فرانسوی زبان، به همین نام منتشر شد. دیون این ترانه را به رنه آنژلیل، همسر مرحومش، تقدیم کرد.

## جدول‌های موسیقی
| جدول (۲۰۱۶)                              | بهترین جایگاه |
| ---------------------------------------- | ------------- |
| بلژیک (اولتراتیپ فلاندرز)                | ۱۲            |
| بلژیک (اولتراتاپ ۵۰ والونی)              | ۱۰            |
| کانادا (۱۰۰ تک‌آهنگ داغ کانادا)           | ۹۲            |
| ای‌سی کانادا (بیلبورد)                    | ۳۹            |
| ترانه‌های دیجیتال اروپا (بیلبورد)         | ۱۸            |
| فرانسه (اس‌ان‌ئی‌پی)                        | ۱             |
| مجارستان (۴۰ تک‌آهنگ برتر)                | ۳۱            |
| ترانه‌های دیجیتال لوکزامبورگ (بیلبورد)    | ۴             |
| کبک (ای‌دی‌آی‌اس‌کیو)                        | ۱             |
| ترانه‌های پاپ بزرگسالان کبک (ای‌دی‌آی‌اس‌کیو) | ۱             |
| اسلواکی (رادیو – ۱۰۰ آهنگ برتر)          | ۵۲            |
| سوئیس (شوایزر هیت‌پاراد)                  | ۲۵            |
| سوئیس (مدیا کنترل روماندی)               | ۱             |

| جدول (۲۰۱۶)                 | جایگاه |
| --------------------------- | ------ |
| بلژیک (اولتراتاپ ۵۰ والونی) | ۵۹     |
| فرانسه (اس‌ان‌ئی‌پی)           | ۵      |

## گواهینامه‌ها و فروش
| منطقه                                   | گواهی | واحد گواهی‌شده/فروش |
| --------------------------------------- | ----- | ------------------ |
| فرانسه (اس‌ان‌ئی‌پی)                       | الماس | ۲۳۳٬۳۳۳            |
| سوئیس (آی‌اف‌پی‌آی سوئیس)                  | طلا   | ۱۵٬۰۰۰             |
| رقم فروش+پخش جاری تنها بر پایهٔ گواهی‌ها. |       |                    |

## تاریخچه انتشار
| کشور  | تاریخ      | فرمت           | ناشر   | م.     |
| ----- | ---------- | -------------- | ------ | ------ |
| جهانی | ۲۴ مهٔ ۲۰۱۶ | دانلود دیجیتال | کلمبیا | [ ۱۹ ] |